# Ognie św. Elma (film)
Ognie św. Elma (ang. St. Elmo's Fire) – amerykański melodramat z 1985 roku w reżyserii Joela Schumachera. Scenariusz napisali: Carl Kurlander i reżyser filmu. Główne role grają: Emilio Estevez, Rob Lowe, Andrew McCarthy, Demi Moore, Judd Nelson, Ally Sheedy oraz Mare Winningham. Film został nominowany do Nagrody Grammy za ścieżkę dźwiękową w 1986 roku. Film trwa godzinę i 50 minut.

## Fabuła[1]
Film opowiada historię grupki przyjaciół, którzy kończą edukację na studiach i wkraczają w dorosły świat i życie. Wendy (Mare Winningham) kocha Billy'ego (Rob Lowe), zbuntowanego młodzieńca. Alec (Judd Nelson) i Leslie (Ally Sheedy) uważani są za idealną parę, jednak w rzeczywistości ich związek przechodzi poważny kryzys. Kirbo (Emilio Estevez) jest zakochany w dojrzałej i starszej od siebie kobiecie (Andie MacDowell), a jego współlokator z pokoju Kevin (Andrew McCarthy) jest singlem i inni obśmiewają go z tego powodu. Jules (Demi Moore) zażywa narkotyki i żyje „na równi pochyłej”.

## Obsada[2]
- Emilio Estevez – Kirby „Kirbo” Keager
- Andrew McCarthy – Kevin Dolenz
- Rob Lowe – Billy Hicks
- Judd Nelson – Alec Newbury
- Ally Sheedy – Leslie Hunter
- Demi Moore – Jules Van Patten
- Mare Winningham – Wendy Beamish
- Andie MacDowell – Dale Biberman